# Владич, Франьо
Фра́ньо Вла́дич (сербохорв. Franjo Vladić / Фрањо Владић; 19 октября 1950, Мостар — 18 июня 2024, Мостар, ФБиГ) — югославский футболист и боснийский тренер, полузащитник.

## Карьера

### В сборной
В сборной Югославии Франьо Владич дебютировал 11 октября 1972 года в товарищеском матче со сборной Англии, завершившимся со счётом 1:1, причём именно Владич стал автором единственного гола сборной Югославии. В составе сборной Владич принял участие в чемпионате мира 1974 года и чемпионате Европы 1976 года. Свой последнее выступление за сборную Владич провёл в товарищеском матче со сборной Мексики 1 февраля 1977 года, тот матч завершился поражением югославов со счётом 1:5. Всего же за сборную Владич сыграл 24 официальных матча в которых забил 3 гола. Также Владич сыграл 11 матчей за молодёжную сборную Югославии, в которых забил 2 гола и 1 матч за юношескую сборную Югославии.
| №  | Дата             | Соперник          | Счёт | Голы | Турнир                    |
| 1  | 11 октября 1972  | Англия            | 1:1  | 1    | Товарищеский матч         |
| 2  | 19 октября 1972  | Испания           | 2:2  | -    | Отборочный матч к ЧМ 1974 |
| 3  | 19 ноября 1972   | Греция            | 1:0  | -    | Отборочный матч к ЧМ 1974 |
| 4  | 4 февраля 1973   | Тунис             | 5:0  | 1    | Товарищеский матч         |
| 5  | 9 мая 1973       | ФРГ               | 1:0  | -    | Товарищеский матч         |
| 6  | 13 мая 1973      | Польша            | 2:2  | -    | Товарищеский матч         |
| 7  | 26 сентября 1973 | Венгрия           | 1:1  | -    | Товарищеский матч         |
| 8  | 17 апреля 1974   | СССР              | 0:1  | -    | Товарищеский матч         |
| 9  | 28 сентября 1974 | Италия            | 1:0  | -    | Товарищеский матч         |
| 10 | 30 октября 1974  | Норвегия          | 3:1  | -    | Отборочный матч к ЧЕ 1976 |
| 11 | 16 марта 1975    | Северная Ирландия | 0:1  | -    | Отборочный матч к ЧЕ 1976 |
| 12 | 31 мая 1975      | Нидерланды        | 3:0  | -    | Товарищеский матч         |
| 13 | 4 июня 1975      | Швеция            | 2:1  | -    | Отборочный матч к ЧЕ 1976 |
| 14 | 9 июня 1975      | Норвегия          | 3:1  | -    | Отборочный матч к ЧЕ 1976 |
| 15 | 15 октября 1975  | Швеция            | 3:0  | 1    | Отборочный матч к ЧЕ 1976 |
| 16 | 19 ноября 1975   | Северная Ирландия | 1:0  | -    | Отборочный матч к ЧЕ 1976 |
| 17 | 18 февраля 1976  | Тунис             | 1:2  | -    | Товарищеский матч         |
| 18 | 24 февраля 1976  | Алжир             | 2:1  | -    | Товарищеский матч         |
| 19 | 17 апреля 1976   | Венгрия           | 0:0  | -    | Товарищеский матч         |
| 20 | 22 мая 1976      | Уэльс             | 1:1  | -    | Отборочный матч к ЧЕ 1976 |
| 21 | 17 июня 1976     | ФРГ               | 2:4  | -    | Чемпионат Европы 1976     |
| 22 | 19 июня 1976     | Нидерланды        | 2:3  | -    | Чемпионат Европы 1976     |
| 23 | 30 января 1977   | Колумбия          | 1:0  | -    | Товарищеский матч         |
| 24 | 1 февраля 1977   | Мексика           | 1:5  | -    | Товарищеский матч         |

Итого: 24 матча / 3 гола; 12 побед, 6 ничьих, 6 поражений.

## Достижения
«Вележ»
- Серебряный призёр чемпионата Югославии (2): 1973, 1974
- Бронзовый призёр чемпионата Югославии: 1970

АЕК (Афины)
- Серебряный призёр чемпионата Греции: 1981

## Смерть
Умер 18 июня 2024 года в возрасте 73 лет в своём родном городе Мостаре.